# الخباء (نجم)
الخِباء أو السَّبَا أو منقار الغراب أو إلفا الغراب بالإنكليزية Alpha Corvi وله اسم تقليدي Alchiba مشتق من الاسم العربي وهو نجم في كوكبة الغراب (كوكبة).
وهو نجم ينتمي إلى الفئة الطيفية F0 ويملك قدرا ظاهريا +4.00 ويبعد 48 سنة ضوئية عن الأرض , ويعتقد أن هذا النجم هو نجم ثنائي على الرغم من أن هذا غير مؤكد